# La deplorable història dels catalans
La Deplorable història dels catalans (títol original en anglès: The Deplorable History of the Catalans) és un llibre publicat a Londres l'any 1714 per J. Baker.
L'opuscle narra els fets, a la guerra de Successió, de l'ocupació de les tropes francocastellanes contra Catalunya. El llibre s'ajuda de multitud d'epístoles, fragments de tractats i documents originals de l'època per fer la crònica dels tràgics esdeveniments. Davant l'interès que causaven els fets, la publicació posava en situació i explicava el paper que va tenir Catalunya dins la guerra de Successió que va fer trontollar mitja Europa, lamentant el paper dels anglesos en haver deixat abandonats els catalans.
El llibre, de 100 pàgines, publicava fragments de clàusules, acords, lletres i decrets originals. Té punts de complicitat en veure la derrota catalana, i constata l'heroisme i resistència que van propugnar els catalans per defensar la seva sobirania, Corts i lleis. La Fundació Enciclopèdia Catalana va reeditar el llibre l'any 1992, en format facsímil i incloent la traducció catalana obra de Miquel Strubell, i en va publicar, com a mínim, tres edicions posteriors: 1994, 1995 i 2000.